# Willi Mumme
Willi Mumme (* 29. Mai 1946 in Damme) ist ein ehemaliger deutscher Fußballspieler. Der Flügelspieler absolvierte von 1971 bis 1973 für Rot-Weiß Oberhausen in der Fußball-Bundesliga 65 Spiele und erzielte fünf Tore.

## Karriere
Mit 19 Jahren wechselte der talentierte Angreifer Willi Mumme von Rot-Weiß Damme zum VfL Osnabrück in die Fußball-Regionalliga Nord. Nach zwei Jahren der Anpassung an die Leistungsstärke der zweitklassigen Regionalliga, gehörte er ab der Saison 1967/68 unter Trainer Hans-Wilhelm Loßmann der Stammelf der Lila-Weißen von der Bremer Brücke an. In der Saison 1968/69, 1969/70 und 1970/71 feierte Mumme zwar dreimal in Folge die Meisterschaft in der Regionalliga Nord, zog aber in den folgenden Aufstiegsrunden zur Bundesliga immer den Kürzeren. Für den VfL hat Mumme von 1965 bis 1971 in der Regionalliga Nord 161 Rundenspiele bestritten und dabei 37 Tore erzielt. Dazu kamen noch in den drei Aufstiegsrunden 23 Spiele mit zwei Toren. Er war torgefährlich und guter Vorbereiter für die zentralen Angreifer. Am 30. September 1969 stürmte er in der Auswahl von Norddeutschland in Kiel beim 4:0-Sieg gegen Jütland. Mumme erzielte zwei Tore, Franz-Josef Hönig und Klaus Zaczyk je ein Tor. Bei seinem zweiten Einsatz in der NFV-Auswahl, am 8. September 1970 in Aalborg wiederum gegen Jütland, blieb er beim 1:1-Remis ohne Torerfolg.
Zur Saison 1971/72 schaffte Mumme trotz der verpassten Aufstiege mit dem VfL den Sprung in die Bundesliga, er wechselte zu Rot-Weiß Oberhausen. Bei den Oberhausenern war Mumme Stammkraft, in seinen beiden Jahren bei der „Kleeblatt-Elf“ spielte er 65 mal in der Bundesliga und erzielte fünf Tore. 1973 stieg Oberhausen ab und Mumme wechselte zur letzten Saison der alten zweitklassigen Fußball-Regionalliga, 1973/74, zu Borussia Dortmund. Beim BVB blieb er ein Jahr und absolvierte 31 Spiele in der Westregionalliga und schoss vier Tore. Für Mumme folgten zwei weitere Stationen als Fußballer; er spielte bei der Hammer SpVg und schloss sich am Ende seiner Laufbahn dem Bünder SV an. Dort traf er auf seine ehemaligen Osnabrück-Gefährten Friedhelm Holtgrave und Karl-Heinz Diehl.
Seit 1976 war Mumme studierter Pädagoge. Er betreute noch Falke Steinfeld als Spielertrainer und wohnt wieder im heimatlichen Damme.